# Alejandro Organista
Alejandro Organista Orozco (Guadalajara, Jalisco, México; 2 de junio de 2000) es un futbolista mexicano. Juega como mediocampista y su equipo actual es elClub Puebla de la Liga MX.

## Trayectoria

### Inicios
Alejandro ingresó a las Fuerzas Básicas del Club Deportivo Guadalajara en el año 2009, donde en un torneo fue visoreado y posteriormente invitado a formar parte de las categorías inferiores del club con tan solo 9 años de edad.

### Club Deportivo Guadalajara
Organista ha sido parte de categorías Sub-13, Sub-15, Sub-17 y Sub-20 del club, logrando múltiples campeonatos nacionales e internacionales. Para el Clausura 2019 fue requerido por el entonces director técnico del primer equipo, José Saturnino Cardozo para disputar un par de juegos de Copa MX, dándose su debut en dicha competición el 8 de enero de 2019 ante Cimarrones de Sonora.
En diciembre de 2020 realiza su primera pretemporada con el primer equipo rumbo al Clausura 2021, pero no logra conseguir minutos. Para la pretemporada rumbo al Apertura 2021, el técnico Víctor Manuel Vucetich lo vuelve a tomar en cuenta. 
Su debut en la Primera División Mexicana, se lleva a cabo el día 24 de julio de 2021 en la derrota 2 a 1 frente al Club Atlético de San Luis ingresando al minuto 67, partido correspondiente a la jornada 1 del Apertura 2021

## Palmarés

### Títulos nacionales
| Título                                   | Club          | País   | Año  |
| ---------------------------------------- | ------------- | ------ | ---- |
| Liga de Expansión MX                     | Tapatío       | México | 2023 |
| Campeón de Campeones (Liga de Expansión) | Tapatío       | México | 2023 |
| Liga de Expansión MX                     | Leones Negros | México | 2025 |

- Datos: Q107674761